# Пицоферато
Пицоферато (итал. Pizzoferrato) је насеље у Италији у округу Кјети, региону Абруцо.
Према процени из 2011. у насељу је живело 415 становника. Насеље се налази на надморској висини од 1190 м.

## Становништво
Према резултатима пописа становништва 2011. у општини је живело 1.127 становника.
| 1931. | 1936. | 1951. | 1961. | 1971. | 1981. | 1991. | 2001. | 2011. |
| ----- | ----- | ----- | ----- | ----- | ----- | ----- | ----- | ----- |
| 1.706 | 1.766 | 1.932 | 1.928 | 1.540 | 1.460 | 1.307 | 1.189 | 1.127 |